# Марія Могилянка
Марі́я Ама́лія Могиля́нка, іноді Марія Могилівна (пол. Maria Amalia Mohylanka, рум. Maria Movilă, 1570/1591 — 10 грудня 1638/1642/ після 1642/1643 або після, Варшава) — польська меценатка, фундаторка храмів та монастирів. Представниця молдовського роду Могил.

## Біографія
Донька господаря Молдови (який також отримав шляхетство Речі Посполитої) Єремії Могили та його дружини Єлизевети з Чомортань-Лозинських. Сестра Раїни Могилянки та Анни, двоюрідна сестра митрополита київського Петра Могили.
Інших відомостей про дитинство, юність немає.

### Скарб Потоцьких-Могил
Після смерті батька 1606 р. мати Єлизавета всіма силами намагалася зберегти престол Молдови за своїми синами, братами Марії. Для надання військової підтримки залучила трьох своїх зятів — Стефана Потоцького, князів Михайла Вишневецького і Самійла Корецького. Перед молдовським походом 1612 р. війська під командуванням чоловіка Стефана Потоцького (в поході зазнав поразки, потрапив у полон) через загрозу ймовірного нападу татар чи інших ворогів на недобудований замок у Золотому Потоці перевезла родинну скарбницю з більш як 70 тисячами золотих, дорогоцінностями (разом зі скарбом лоґофетової Олени Мавроїни (десь з 1615 року дружини галицького підчашого Єжи Дидинського) — вартістю близько 1 мільйона злотих) із замку у Золотому Потоці до замку в Підгайцях, що належав чоловіку племінниці Анни — колись галицькому каштеляну, у той час руському воєводі Станіславові Ґольському (пом. 1612), який виступав гарантом повернення скарбу.
Після смерті С. Ґольського, другого шлюбу Анни Потоцької новим власником замку став Ян Ґольський (пом. 1613) — рідний брат С. Ґольського, який відмовився віддавати скарб, як і його дружина (невдовзі вдова) Зофія Ґольська із Замехова (Стадницька, пізніше Лянцкоронська, Тишкевич). Це призвело до судових процесів (тривали майже 30 років, отримали в тодішній Речі Посполитій значний резонанс). Зокрема, Марія в червні 1613 року засвідчила в гродському суді Галича, що відвезла до «склепів» Підгаєцького замку своє майно та замкнула їх на колодки, які застала розбитими.
Після повернення з полону 1618 р. С. Потоцький узяв в облягу Підгайці. Для погашення вартості пропалого скарбу від З. Ґольської до Потоцьких перейшли міста Бучач, Чортків, Вербів, 23 села «бучацького ключа», срібла, клейнодів на 20 тисяч злотих.

### Одруження короля Владислава IV Вази
Разом з сестрою Анною їздила до Відня зустрічати, супроводжувати в дорозі до Польщі Цецилію Ренату — доньку імператора Священної Римської імперії Фердинанда II, заручену з королем Польщі Владиславом IV Вазою.

### Фундації
Разом з чоловіком надавала кошти:
- на розбудову міста Золотому Потоці, зведення Золотопотіцького замку;
- для перебудови на магнатські резиденції замків у Бучачі, Чорткові, де брала участь у розбудові міст;
- надавала щедрі фундації Скиту Манявському, Жизномирському монастирю неподалік Бучача;
- разом з чоловіком була фундаторкою будівництва церкви Святого Миколая у Бучачі, якій вона надала ікону Богородиці, що (малоймовірно) перебуває там донині;
- на будівництво церкви Пресвятої Трійці (не збереглась, розібрана близько 1808 р. дідичем Медведівців Станіславом Пєньчиковським) та монастиря василіян (православних), передмістя Бучача Нагірянка; 1612 р.[1];
- у Кам'янці на Поділлі передала свій будинок ченцям домініканцям для облаштування ними кляштору;
- у надвечір'я святого Валентина 1643 року у львівському замку[13] зробила фундуш розміром 2000 злотих під 8 % річних для фарного костелу в Бучачі (настоятель храму — ксьондз Броновський)[6].

### Шлюби, діти

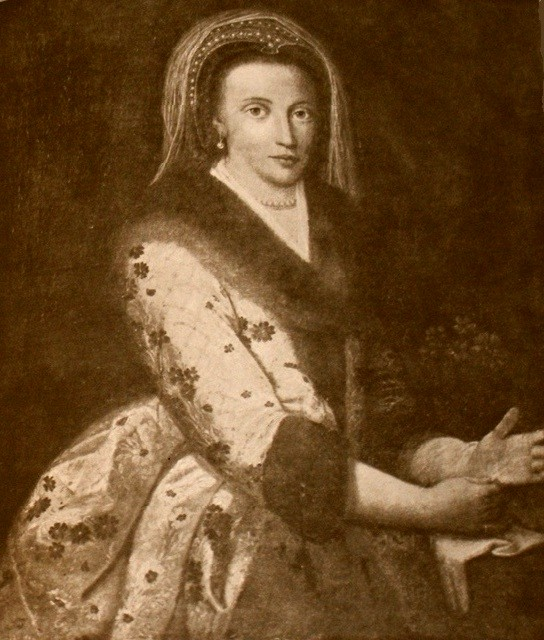
Марія Могилівна

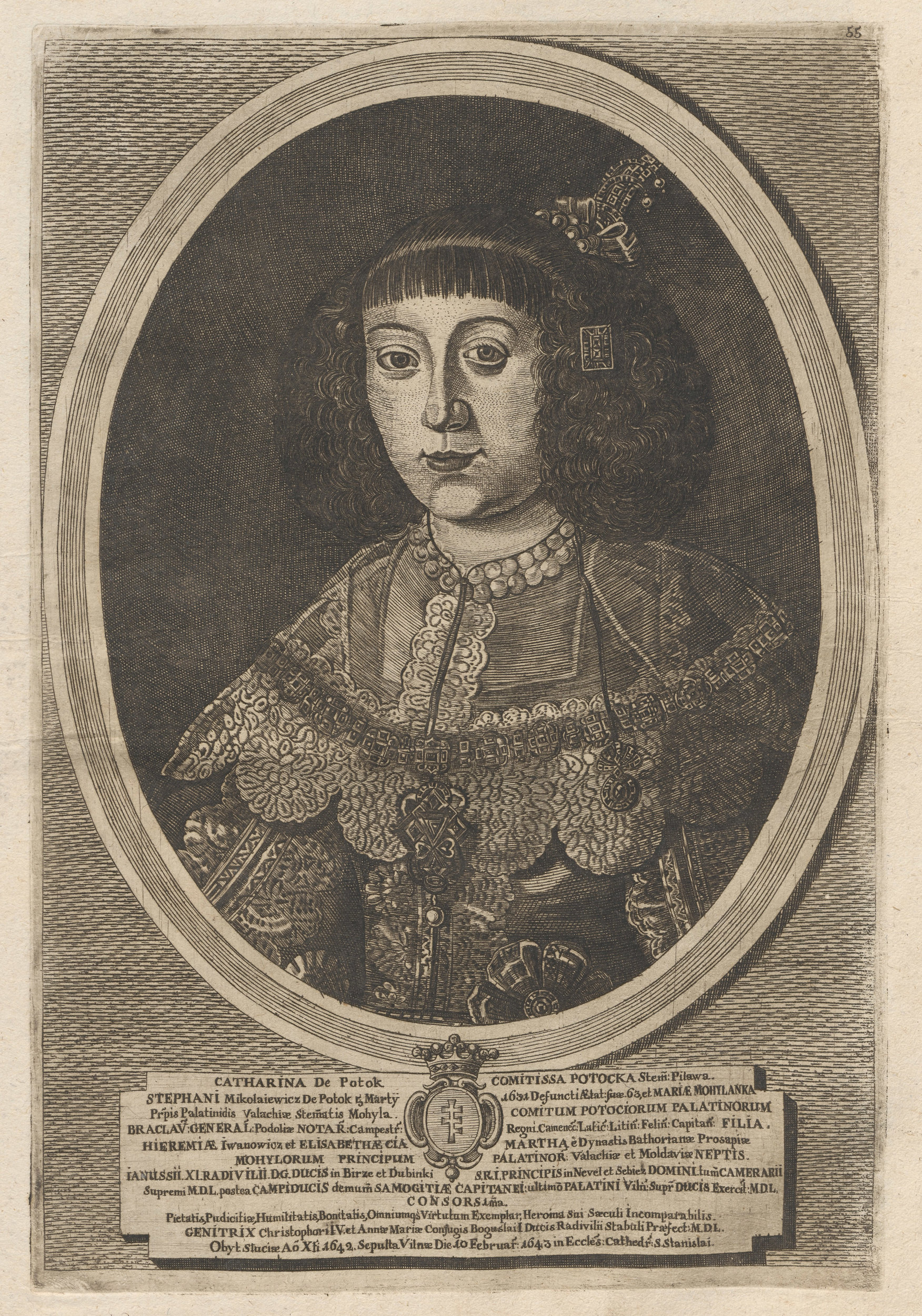
Донька Катерина Радзивіл

У шлюбі зі Стефаном Потоцьким (1606 р.) народила 7 дітей:
- Катерина (бл. 1616 — 1642) — дружина (з 1638 р.) Януша Радзивілла, відома вродою[14];
- Анна (пом. 1695) — після 1640 була тричі одружена: з брацлавським воєводою Домініком Александером Казановським, литовським підскарбієм Богуславом Слушкою, київським воєводою Міхалом Єжи Станіславським;
- Петро (до 1629 — 1648) — староста снятинський;
- Павел (пом. 1674/1675) — каштелян кам'янецький, історик;
- Ян (між 1616 і 1618 — IV/V 1675/1676) — воєвода брацлавський;
- Софія (1618 — ?) — черниця;
- Домінік.

Після смерті С. Потоцького вступила в шлюб з маршалком Коронного трибуналу Миколаєм Фірлеєм (1588—1635). Владислав Лозинський вказував, що вона одружилась і втретє — з князем Костянтином Вишневецьким.